# Aenigmatistes herero
Aenigmatistes herero är en tvåvingeart som först beskrevs av Günther Enderlein 1912.  Aenigmatistes herero ingår i släktet Aenigmatistes och familjen puckelflugor. Inga underarter finns listade i Catalogue of Life.